# Anne Chrétien Louis de Hell

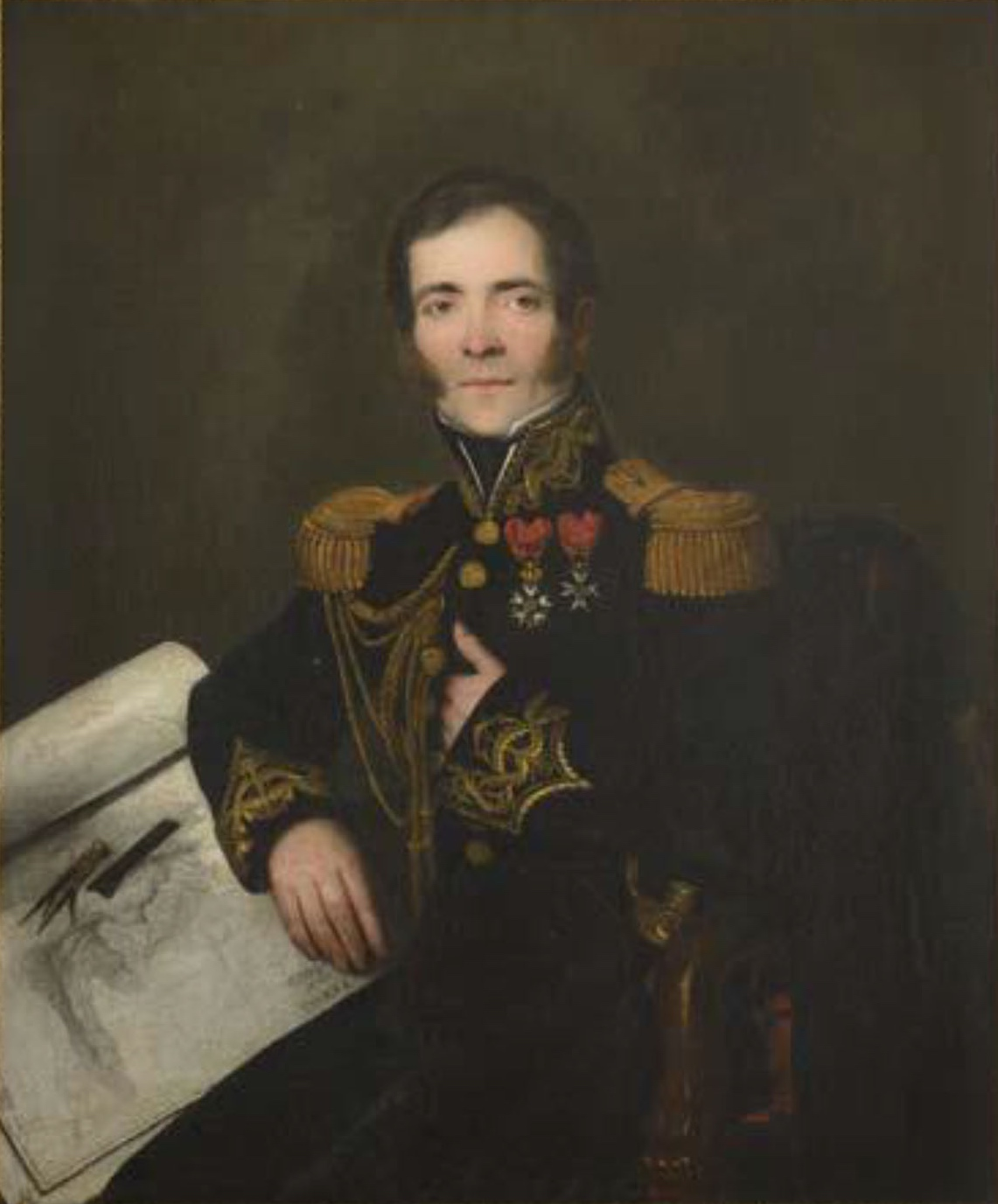
Admiraal de Hell

Anne Chrétien Louis de Hell (Verneuil, 25 augustus 1783 – Obernai, 4 oktober 1864), was een admiraal van Frankrijk en gouverneur van de kolonie Ile Bourbon, later La Réunion genoemd (1838-1841). Hij was ook parlementslid in Parijs (1844-1846).

## Levensloop

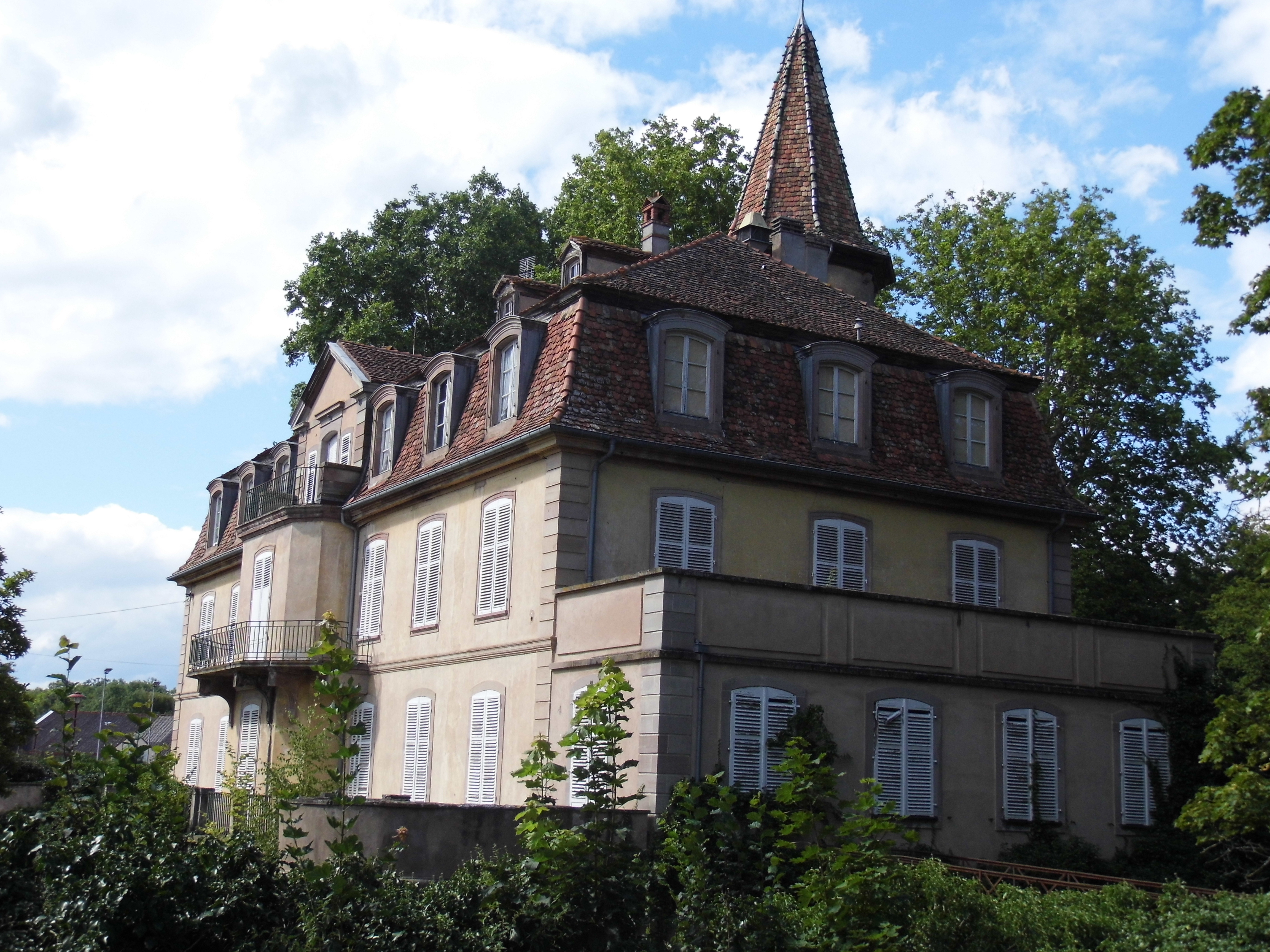
Kasteel van Oberkirch in Obernai

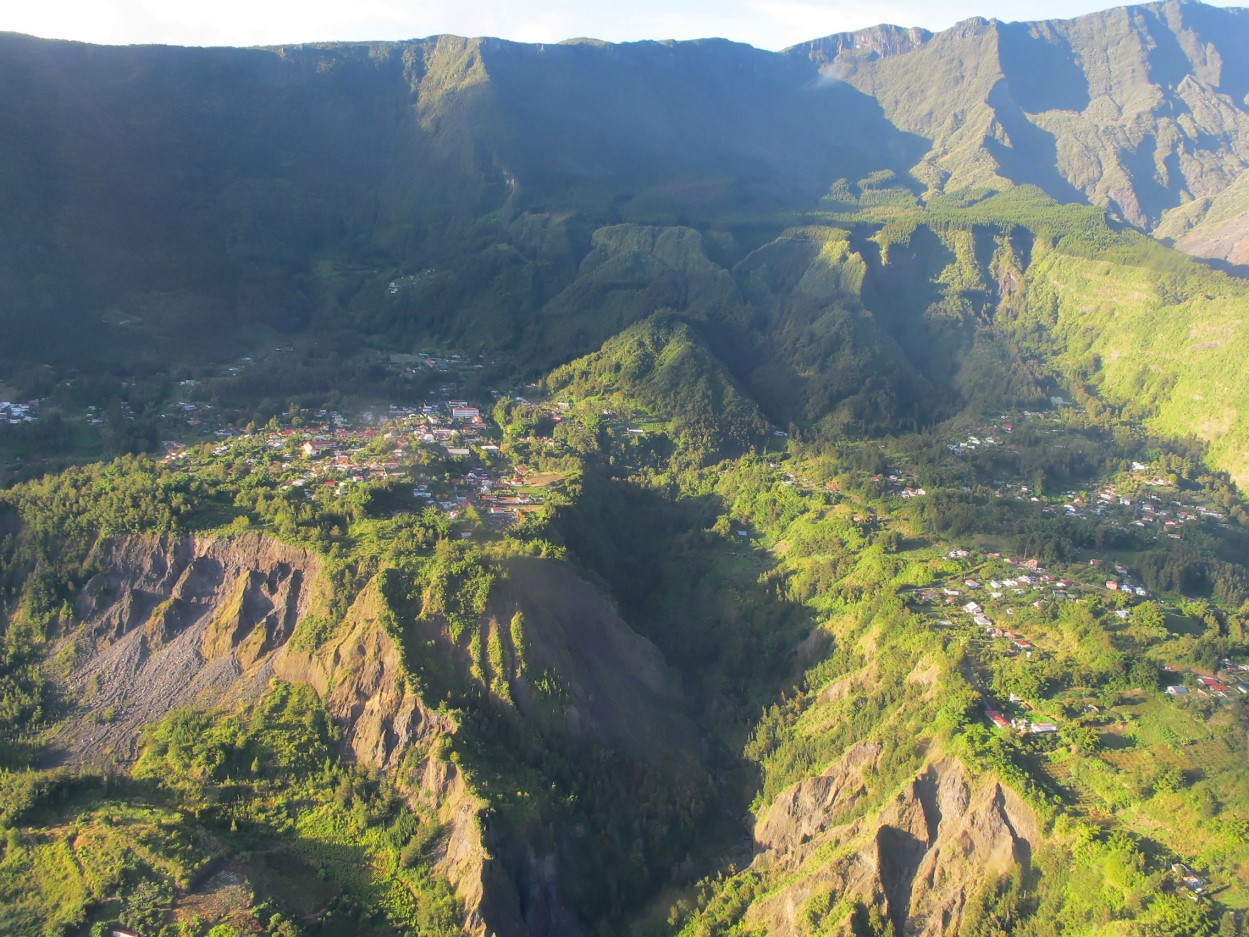
Hell-Bourg op het eiland La Réunion

Zijn vader was ridder François de Hell, afkomstig van een oude niet-adellijke familie in de Elzas en werkzaam als groot-baljuw. Vlak voor de Franse Revolutie, in 1784, werd voor zijn vader in Frankrijk adeldom erkend en in 1785 werd hij verheven tot erfelijk Chevalier de l'empire. Zijn vader eindigde op de guillotine in het jaar 1794. Zijn moeder, Mélanie de Savoye, kon niet voor hem zorgen en stuurde de 8-jarige jongen naar vrienden in Brest. In de haven van Brest vonden ze dat de jongen een kans had om te overleven aan het Terreurregime door te werken op een oorlogsschip. Zo werd Hell hulpmatroos aan jonge leeftijd (1794). Hij klom op in de hiërarchie van de vloot. In 1797 schopte hij het tot onderluitenant. Zijn eerste groot oorlogstafereel was de slag om Saint Domingue (1803), de Franse kolonie die onafhankelijk wilde worden onder de naam Haïti. De Fransen verloren de zeeslag van Les Cayes aan de Britten. De Britten namen Hell gevangen en Hell bleef in Britse gevangenissen in het Caraïbisch gebied van 1803 tot 1808.
Vrijgelaten keerde Hell naar Frankrijk terug, naar de Generale Staf van de marine gevestigd in Cherbourg. Zo was Hell betrokken bij de planning van de napoleontische oorlogen ter zee. Hell klom verder in de hiërarchie van de vloot, ook na de val van keizer Napoleon Bonaparte. Zo kreeg hij de graad van brigadechef (1819) en fregatkapitein (1821). Hij interesseerde zich sterk in scheepskaarten. Hij ondernam reizen om de cartografie van de Franse vloot te verbeteren. Het eiland Corsica tekende hij uit in rivieren en baaien, ten behoeve van de zeevaart.
Na de Julirevolutie in 1830 benoemde de nieuwe regering in Parijs hem tot directeur van de Marineschool van Brest. Dit deed hij 5 jaar (1830-1835). Hij bekwam de rang van contre-admiraal, ook bekend als schout-bij-nacht.
Van 1838 tot 1841 was Hell gouverneur van Ile Bourbon, vandaag La Réunion, in de Indische Oceaan. Dit eiland was een belangrijk transitland in de handel naar Indië, want het Suezkanaal bestond nog niet. Hell werd gouverneur op een moment dat de afschaffing van de slavernij in volle discussie was. De regering in Parijs, ondersteund door de publieke opinie, stuurde aan op de afschaffing van de slavernij. De plantage-eigenaars wilden dit niet. Hell ondervond felle tegenwind toen hij de nieuwe wetsbesluiten besprak in de Koloniale Raad van Ile Bourbon. De wetsbesluiten bepaalden dat de voormalige eigenaars van slaven huisvesting dienden te geven en dat de Procureur des Konings inspecties mocht doen over het arbeidsregime van vrijgelaten slaven. Hell bracht aan dat in het eiland Mauritius de slavernij was afgeschaft voor 67.000 mensen en dit zonder problemen. Hell richtte een spaarbank op voor kolonisten in Ile Bourbon.
Tevens hield Hell zich bezig met eilandjes ten noorden van Madagascar. Hij liet koningin Tsiomeko gebiedsafstand ervan ondertekenen ten gunste van de koning van Frankrijk, Lodewijk Filips van Orléans (1840). Dit gebied in Madagascar kwam onder het koloniaal bestuur van Ile Bourbon, en dus van gouverneur Hell. Hell ontbond de Koloniale Raad van Ile Bourbon in 1841 en schreef nieuwe verkiezingen uit. Hij nam onmiddellijk ontslag in 1841 als gouverneur.
Hell werd vervolgens prefect van de haven van Cherbourg (1843-1845). Hij werd vereerd met het teken van Groot-Officier in het Legioen van Eer. Nadien verhuisde hij naar de Elzas. 
Hij werd parlementslid voor het departement Nederrijn (1844-1846). Dit combineerde hij met werk op het ministerie als directeur van de Afdeling Kaarten en Plannen, alsook met werk op het Ministerie van Openbare Werken. In 1853 ging hij op rust. Hij trok zich terug op zijn kasteel van Oberkirch, gelegen in Obernai, in de Elzas. Hij bleef nochtans actief bij de planning van aanleg van de spoorlijnen in de Elzas. Hij stierf in 1864 op zijn kasteel, dat ook genoemd werd het kasteel van Hell. Zijn Frans-adellijk nageslacht draagt sinds 1913 de naam de Hell d'Oberkirch.

## Herinneringen
- Hell-Bourg of plaats van Hell, een dorp op het eiland La Réunion, gemeente Salazie.
- Hell-Ville of stad van Hell, een stad op het eiland Nosy Be in Madagascar. De huidige naam van de stad is Andoany.

- Bibliothèque nationale de France: cb12354321r (data)
- International Standard Name Identifier: 0000 0000 0038 0737
- Library of Congress Control Number: no2022109086
- Base Léonore: LH//1279/24
- Virtual International Authority File: 56685530